# Berlangas de Roa
Berlangas de Roa – gmina w Hiszpanii, w prowincji Burgos, w Kastylii i León, o powierzchni 15,71 km². W 2011 roku gmina liczyła 192 mieszkańców.